# Prvenstvo Hrvatske u hokeju na ledu
Prvenstvo Hrvatske u hokeju na ledu – chorwackie rozgrywki ligowe w hokeju na lodzie.

## Dotychczasowi triumfatorzy
| - 1947: Mladost Zagrzeb - 1949: Mladost Zagrzeb - 1950-1991: rozgrywki o mistrzostwo b. Jugosławii - 1992: KHL Zagrzeb - 1993: KHL Zagrzeb - 1994: KHL Zagrzeb - 1995: KHL Medveščak Zagrzeb - 1996: KHL Zagrzeb - 1997: KHL Medveščak Zagrzeb - 1998: KHL Medveščak Zagrzeb - 1999: KHL Medveščak Zagrzeb - 2000: KHL Medveščak Zagrzeb - 2001: KHL Medveščak Zagrzeb - 2002: KHL Medveščak Zagrzeb |  | - 2003: KHL Medveščak Zagrzeb - 2004: KHL Medveščak Zagrzeb - 2005: KHL Medveščak Zagrzeb - 2006: KHL Medveščak Zagrzeb - 2007: KHL Medveščak Zagrzeb - 2008: KHL Mladost Zagrzeb - 2009: KHL Medveščak Zagrzeb - 2010: KHL Medveščak Zagrzeb - 2011: KHL Medveščak Zagrzeb - 2012: KHL Medveščak Zagrzeb - 2013: KHL Medveščak Zagrzeb - 2014: KHL Medveščak Zagrzeb - 2015: KHL Medveščak Zagrzeb |

## Drużyny w sezonie 2011/2012
| Nazwa klubu           | Miejscowość | Lodowisko         | Pojemność | Rok zał. |
| --------------------- | ----------- | ----------------- | --------- | -------- |
| KHL Medveščak Zagrzeb | Zagrzeb     | Dom Sportova      | 6000      | 1961     |
| KHL Mladost Zagrzeb   | Zagrzeb     | Dvorana Velesajam | 1000      | 1946     |
| KHL Zagrzeb           | Zagrzeb     | Dvorana Velesajam | 1000      | 1982     |
| HK Sisak*             | Sisak       | Klizalište Zibel  | 500       | 1931     |